# Тульский велотрек
Тульский велотрек — велотрек открытого типа, с бетонным покрытием. Одно из старейших спортивных сооружений в России (1896 год постройки), тульский велотрек был реконструирован в 1910, 1939 и 1953. Является частью стадиона «Арсенал».
В 2020—2023 годах проведена масштабная реконструкция велотрека. В результате реконструкции была полностью перестроена восточная трибуна. Здесь появилось двухэтажное здание, на первом этаже которого обустроены помещения для тренировок и веломастерская, тренажерные залы для начинающих и профессиональных спортсменов, на втором — санитарно-бытовые помещения и гостиница на 58 мест, где спортсмены будут жить во время сборов и соревнований. Также обновлены трибуны на 500 посадочных мест, в том числе для маломобильных граждан и инвалидов.
Федерация велосипедного спорта России использует Тульский велотрек для организации всероссийских соревнований. А также международных соревнований «Большой приз Тулы»

## Гонщики
Чемпионами и рекордсменами страны и мира в разные годы становились тульские гонщики:
- Д. Соловьев
- Л. Кочетова
- Л. Разуваева
- Т. Гаркушина
- В. Копылов
- С. Копылов
- З. Дьяконова
- М. Пушкин
- В. Федин
- Г. Соловьев
- Н. Коптева
- В. Леонов
- В. Максимова
- Б. Романов
- В. Хитров
- С. Терещенков
- А. Агапов
- Б. Петров
- Б. Савостин
- Т. Пильщикова
- В. Савина
- О. Слюсарева

Всего тульскими велогонщиками завоёвано более 75 медалей различного достоинства на Олимпийских играх и чемпионатах мира по велосипедному спорту на треке.